# Ornitina transcarbamilasa
La ornitina transcarbamilasa, OTC, (También conocida como ornitina carbamoiltransferasa) es una enzima que por una parte cataliza la reacción entre el carbamoil fosfato (CP) y la ornitina (Orn) para formar citrulina (Cit) y fosfato (Pi) en el ciclo de la urea en mamíferos y por otra parte está implicada en la biosíntesis del aminoácido arginina (Arg) en plantas y microorganismos.

## Estructura

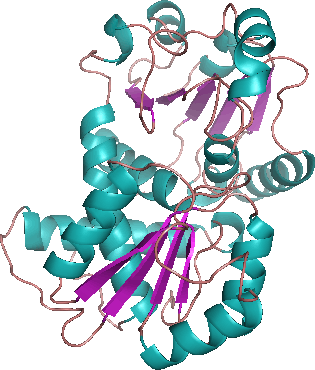
Monómero de ornitina transcarbamilasa

La ornitina transcarbamilasa es un trímero. La unidad de monómero tiene un dominio de unión CP y un dominio de unión amino-ácido. Cada uno de los dos dominios de unión al sustrato tiene una topología α/β con una hoja-β central plegada en una hoja-α incrustada en las hélices de los flancos. 
Los sitios activos están situados en la interfase entre los monómeros de proteínas.

## Función de la OTC en el ciclo de la urea o de Krebs-Henseleit
Dentro del ciclo de la urea, en el que sin profundizar se ve como una molécula de dióxido de carbono CO2 y dos moléculas de amoniaco NH3 que actúan como reactivos dan finalmente como productos una molécula de urea CO(NH2)2 y dos de agua H2O, la ornitina transcarbamilasa tiene su papel en el segundo de los 5 pasos que comprende el ciclo:

### 1 Carbamoil fosfato sintetasa I
El amoniaco producido en las mitocondrias, se utiliza junto con el bicarbonato (HCO3) como producto de la respiración celular, para producir carbamoil fosfato. La reacción depende de ATP y es catalizada por la carbamoil fosfato sintetasa I, enzima alostérica modulada por el N-acetilglutamato.

### 2 Ornitina transcarbamilasa

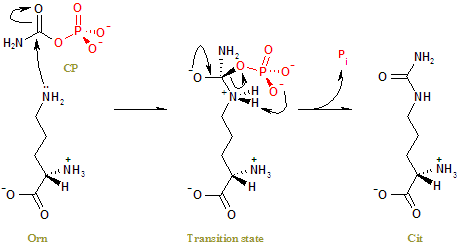
Mecanismo de reacción de la OTC (Segundo paso)

La ornitina transcarbamilasa cataliza la siguiente reacción en la que el carbamoil fosfato cede su grupo carbamoilo a la ornitina, para formar como productos la citrulina que se liberará en el citoplasma y un fosfato.

### 3 Argininosuccinato sintetasa
Un grupo amino procedente del aspartato (forma ionizada del ácido aspártico), producido por transaminación en la mitocondria y que es llevado al citosol, se condensa con la citrulina para obtener argininosuccinato. La reacción es catalizada por la arginino succinato sintetasa citoplasmática, enzima que necesita ATP y produce como intermediario de la reacción citrulil AMP.

### 4 Argininosuccinasa/Arginino succinato liasa
El argininosuccinato se hidroliza gracias a la argininosuccinasa para formar una arginina libre y un fumarato.

### 5 Arginasa
El fumarato forma parte en el ciclo de Krebs o del ácido cítrico y la arginina libre se hidroliza en el citoplasma por acción de la arginasa citoplasmática para formar urea y ornitina.
Una vez terminado el ciclo de la urea la ornitina que se ha formado como producto del último paso puede continuar en la mitocondria y empezar de nuevo el ciclo.

## Genómica
El gen de la ornitina transcarbamilasa se localiza en el brazo corto del cromosoma X (Xp11.4). El gen está localizado en la hebra Watson (plus) y tiene 68.968 bases de longitud. La proteína codificada es de 354 aminoácidos de longitud, con un peso molecular predicho de 39,935 kilodaltons y se encuentra en la matriz mitocondrial.

## Deficiencia de ornitina transcarbamilasa
La deficiencia de ornitina transcarbamilasa es un trastorno metabólico raro del ciclo de la urea, que ocurre en uno de cada 80 000 nacimientos. Es un trastorno genético que resulta en una forma mutada e ineficaz de esta enzima.

### Síntomas
Al igual que otros trastornos del ciclo de la urea, la deficiencia en ornitina transcarbamilasa afecta a la capacidad del cuerpo para deshacerse del amoníaco, un producto tóxico que aparece en la degradación de las proteínas del cuerpo acumulándose en la sangre y causando hiperamonemia. El amoníaco se desplaza a los distintos órganos del cuerpo.
Otro síntoma de la deficiencia es una acumulación de ácido orótico en sangre. Esto es debido a una anapleurosis que se produce al entrar el carbamoil fosfato en la ruta de síntesis de la pirimidina.
La deficiencia en esta enzima a menudo se hace evidente en los primeros días de vida, pero también puede presentarse en la mediana edad. Un niño con deficiencia de ornitina transcarbamilasa puede carecer de energía (letargo) o no querer comer, y tener dificultad para controlar la respiración o la temperatura corporal. Algunos bebés con este trastorno pueden experimentar convulsiones o movimientos corporales inusuales, o entrar en estado de coma. En los casos en que la producción de la enzima es baja o inexistente, la muerte puede ocurrir dentro de los primeros días de vida. 
Las complicaciones de la deficiencia de ornitina transcarbamilasa pueden incluir retraso mental y del desarrollo, daño hepático progresivo, lesiones en la piel, y cabello quebradizo. Otros síntomas incluyen el comportamiento irracional (causada por la encefalitis), cambios de humor, y bajo rendimiento escolar.
En algunos individuos afectados, los signos y síntomas de la deficiencia de OTC pueden ser menos graves, y pueden no aparecer hasta más tarde. Algunas mujeres portadoras se vuelven sintomáticas más adelante, cuando sufren de estrés metabólico. Esto puede ocurrir como resultado de la anorexia, hambruna, desnutrición, embarazo, o incluso (al menos en un caso), como resultado de la cirugía de bypass gástrico. También es posible que los síntomas se vean agravados por traumas extremos de muchos tipos, entre ellos el embarazo adolescente, y la gripe estomacal severa.

### Genética
La deficiencia de ornitina transcarbamilasa es un trastorno dominante ligado al cromosoma X, causado por diferentes mutaciones en el gen de la enzima. Dado que el gen se encuentra en el cromosoma X, las mujeres son las principales portadoras, mientras que los hombres con mutaciones no conservativas rara vez sobreviven más allá de 72 horas después de nacer. La mitad de los supervivientes mueren en el primer mes, y la mitad de los restantes en 5 años. El pronóstico es menos claro en los casos de aparición en adultos.

### Diagnóstico
En los individuos con hiperamonemia marcada, existe un riesgo importante de padecer un trastorno en el ciclo de la urea. En lo que respecta a los niveles de amoníaco en el paciente es importante bajar las concentraciones de amoníaco en sangre así como de identificar la causa de estos niveles. Las pruebas de diagnóstico para detectar la deficiencia de OTC o hiperamonemia en un individuo son análisis de aminoácidos en orina y ácidos orgánicos para identificar la presencia o ausencia de ácido orótico, así como para descartar una acidemia orgánica y análisis de aminoácidos en plasma y acilcarnitinas que aun normales en la deficiencia de OTC pueden advertir otras causas de hiperamonemia. Un individuo con deficiencia de OTC no tratada mostrará una disminución en las concentraciones de citrulina y arginina debido al bloqueo de esta enzima proximal en estos productos intermedios y el aumento de ácido orótico. El aumento de las concentraciones de ácido orótico resultan de la acumulación del carbamoil fosfato. Este fenotipo bioquímico (aumento de amoníaco, descenso de citrulina y aumento de ácido orótico) es un clásico para la deficiencia de OTC, pero también puede darse el caso en neonatos de deficiencia de la ornitina aminotransferasa. Sólo hombres gravemente afectados muestran este clásico fenotipo bioquímico. Las mujeres heterocigotas pueden ser difíciles de diagnosticar. Con el auge de las técnicas de secuenciación, las pruebas moleculares se prefieren cuando la enfermedad que causa mutaciones en la familia son conocidos.
Históricamente, las mujeres heterocigotas han sido diagnosticadas a menudo usando alopurinol. En una mujer con una reducción de la actividad enzimática, una dosis oral de alopurinol se metaboliza a oxipurinol ribonucleótido, que bloquea la vía de biosíntesis de la pirimidina. Cuando se induce el bloqueo enzimático combinado con una reducción de la actividad enzimática fisiológica como se ha visto en los heterocigotos, la elevación de ácido orótico puede utilizarse para diferenciar a los heterocigotos de los individuos no afectados. Esta prueba es eficaz al 100%, ya que puede dar falsos negativos.
La ornitina transcarbamilasa sólo se expresa en el hígado, teniendo que realizar una biopsia de este para confirmar el diagnóstico. Antes de la prueba de genética molecular la biopsia era el único modo de obtener un diagnóstico. En los casos en los que se solicitaba el diagnóstico prenatal, se requería una biopsia del hígado fetal para confirmar si el feto estaba o no afectado. Las técnicas moleculares modernas han eliminado esta necesidad, y la secuenciación de genes es ahora el método preferido para el diagnóstico en familiares asintomáticos y comprobar si el individuo está o no afectado.

### Tratamiento
Dado que los resultados de la enfermedad son una incapacidad para manejar grandes cantidades de nitrógeno, el tratamiento incluye estrategias para disminuir la ingesta de nitrógeno (dieta baja en proteínas), la prevención de la degradación de proteínas en el cuerpo durante las enfermedades agudas (hidratación y nutrición) y la administración de medicamentos que eliminan nitrógeno (benzoato de sodio y fenilbutirato de sodio). 
Algunos pacientes pueden necesitar suplementos de aminoácidos (arginina, citrulina, valina, leucina, isoleucina). La arginina, en particular, puede ser útil debido a su papel en el ciclo de la urea, pero también es pro-viral, y el exceso de óxido nítrico (que se sintetiza a partir de arginina) puede ser problemático. La biotina puede también ser de utilidad debido a su efecto estimulante sobre la ornitina carbamoiltransferasa y su capacidad para reducir los niveles de amoníaco demostrada en estudios experimentales con animales. 
En los casos en que la producción de la enzima ornitina transcarbamilasa es muy baja o inexistente, y no se puede aplicar una dieta baja en proteínas y suplementos dietéticos, el trasplante de hígado puede convertirse en una opción de tratamiento.

## Enlaces
- Ornithine transcarbamylase (Wikipedia en inglés)
- Ornitina transcarbamilasa